# Haplopeodes flavinotus
Haplopeodes flavinotus är en tvåvingeart som beskrevs av Valladares 1998. Haplopeodes flavinotus ingår i släktet Haplopeodes och familjen minerarflugor. Inga underarter finns listade i Catalogue of Life.